# Кирил Тодоров
Вижте пояснителната страница за други личности с името Тодоров.
Кирил Тодоров е български художник и скулптор.
В ателието му са идвали за свои портрети Марина Влади, София Лорен, Федерико Фелини и много други. Той се вдъхновява от класическата линия в портрета като довежда това до съвършенство в изкуството си – твърдят художествените критици Стефан Митов, Пиетро Скарпа, Густаво Борели и Артуро Ланчелоти. Скулпторите които създава маестрото са високо оценени от изявени творци в гилдията като Крум Дерменджиев и Андрей Николов.

## Биография
Кирил Тодоров е роден на 5 май 1902 г. в село Брест (област Плевен). Той получава начално си образование в родното си село, а прогимназиалното – в село Гиген. В периода 1918 – 1923 г. е ученик в Мъжката гимназия в Плевен. Приет е в Национална художествена академия в София, от която се премества в Академията за изящни изкуства в Рим. В годините 1924 – 1928 е студент в класа на професор Ерменджилдо Луппи. През тези няколко години той намира доста сериозна „морална и материална“ поддръжка от пребиваващия във Вечния град по това време български скулптор Андрей Николов, чието творчество повлиява на следващото негово развитие. До 1943 г. Кирил Тодоров остава да живее и активно работи в Рим. През 1943 г. взема решение да се завърне в България, където твори до 1960 г. След 1965 г. отново се премества в Италия, където остава да живее и твори до смъртта си. Той умира в Рим на 5 август 1987 г. и е погребан далеч от своята родина България но оставя дълбока следа с живота и творчеството си.

### Ранни години

#### Придворен скулптор
В един от броевете си от месец май 1930 година вестник „Кориере делла сера“ нарича младия българин „новия ренесансов гений“ и
допълва, че поради голямата популярност на твореца, в Рим е станало твърде престижно да се говори за българина. Италианците харесвали Кирил Тодоров главно заради стремежа му към чистотата и античната правдивост на скулпторите му, изложени в общи и негови изложби по това време.
През 1931 година Кирил Тодоров поразява римската общественост със съвършените бюстове на цар Борис III и царица Йоанна, изработени от карарски мрамор. През следващата 1932 година по покана на цар Борис III той се завръща в България и открива изложба в София. За творбите, експонирани в тази изложба, той получава от министъра на просвещението г-н Муравиев 10 000 лева, а царската двойка, оценявайки таланта му, учтиво го кани за придворен скулптор. Това е един от най-плодотворните периоди на Кирил Тодоров в България. По-голямата част от денонощието той прекарва в ателието, което пристроява до къщата си на ул. „Кюстендил“ № 51 в квартал „Красно село“ и моделира възхитителните бюстови портрети на български държавни мъже като Димитър Гичев, Никола Мушанов, Коста Муравиев, поета Никола Ракитин, полковник Никола Недев, Вергил Димов, доктор Никола Сакаров, Пенчо Семов и много други.
Две години след неговото завръщане в България, през 1934 г., е обявен национален конкурс за паметник в Габрово, посветен на Васил Априлов. По това време Кирил Тодоров отново се намира в Рим, откъдето изпраща своите скици и макети. Той участва в конкурса, печели го и след като се завръща в България, изработва паметника за малко повече от една година. Впечатлени от красотата, таланта и майсторството, вложени в този паметник, по-късно в Варна му възлагат да изработи небезизвестния бюст-паметник на Васил Априлов, открит през 1935 година в Алеята на Възраждането (Морската градина).
Следват години на активно творчество в България и чак през 1943 година Кирил Тодоров отново заминава за Рим, където след трескава подготовка открива голяма изложба, която предизвиква истински фурор. На нея са показани великолепни бюстове на духовни лица от Ватикана. Едно от тях е на папа Йоан XXIII, за когото пресата напомня, че Негово светейшество е дългогодишният папски нунций в София монсеньор Анджело Ронкали, който беседвал дружески с българския скулптор Кирил Тодоров. Това изключително събитие е било отразено като истинска сензация за тогавашното време от таблоиди и културните среди в Италия.

#### Смяна на посоката
Малко след като скулпторът се прибира отново в България, вижда че всичко около него изведнъж се е променило, променил се е начинът му на живот, променили са се сюжетните посоки на творчеството му – дошъл е септември 1944 г. Тогава се оказва, че новото политическо управление на държавата има спешна нужда от неговите умения, поради което му възлагат изработването на серия бюстови портрети, между които бюста на маршал Толбухин, направен в началото на 1946 г. и за който маршалът лично е позирал. През 1947 г. също от натура са създадени бюстовите портрети на Георги Димитров и на Васил Коларов. През 1948 г. изработва бюст на Ленин, на академик Николай Державин, на Иля Еренбург (1946 г.), на Димитър Благоев (1948 г.), на Мао Дзъдун (1958 г.) и др. През 1945 г. изработва бронзов бюст на Сталин, закупен от Съветското посолство в София, а през 1950 г. изработва друг бюст на Сталин, откупен от музея „Сталин“ в Москва.
Независимо от спешната и поръчкова схема, в която скулпторът е вкаран, портретите впечатляват със своята простота и пластична изразителност, чужда на гласовита парадност, завладели постепенно българската монументалистика. Цялата серия от бюстове е откупена от Националната художествена галерия в София, а бюстовете на Георги Димитров и Димитър Благоев са тиражирани за нуждите на партийната и държавната администрация в страната. И както се казва за този период „в съответствие с времето“, по партийно нареждане гипсово копие от бюста на Георги Димитров е поставено на мястото на бюста на Фердинанд в нишата на лицевата страна на Варненския фар, и заменено по-късно от бронзово копие.

### Късни години
Не толкова известен момент от биографията на Кирил Тодоров е поканата, която отправя към него Йосип Броз Тито – президент на Федеративна република Югославия. След като получава необходимото разрешение, Кирил Тодоров отпътува за Югославия, където гостува на президента за Коледата на 1964 г. През следващата година скулпторът моделира наистина чудесен негов бюст от мрамор, бюстове от мрамор на жена му и на неговите близки.
В края на 1965 г. той взима едно съдбоносно решение в живота си, отпътува от Югославия и се установява окончателно в Италия. И така през следващите 20 години той живял и работил в Рим, тоест в естествената си среда, прескачайки до съседните европейски столици, за да моделира от натура бюстовете на почти всички европейски правителствени глави и популярни артисти. Най-известни от тях стават бюстовете на политиците Шарл дьо Гол и Жорж Помпиду, режисьора Федерико Фелини, актрисите София Лорен и Марина Влади, както и една мраморна глава на кихащо момиче. Без да скрива своя възторг от мраморното си изображение, президентът де Гол награждава Кирил Тодоров на 23 април 1972 година със златен медал, разпореждайки на отдела в съответното министерство, наречен „Изкуства, науки и литература“, да издаде на маестрото специален за събитието диплом.

## Творчество

### Портретизъм
Основната посока на кавалетното творчество на Кирил Тодоров е портретът, като негови модели стават личности, които са свързани предимно с театралното изкуство, музиката, поезията, киното, както и политици и представители на военните среди. В Рим той се вписва в кръга на изявени интелектуалци, на които прави серия портрети, първият от които е на римския поет Трилуса (1927). Това начало е продължено с образите на Филипо Томазо Маринети (1932), актьорите Еторе Петролини (1932), Елена Сангро (1932) и Дъглас Феърбанкс (1932), поета Николай Ракитин (1932), китариста Роберто Нати (1931), монсеньор Анджело Ронкали (1933), композиторите Оторино Респиги (1934) и Пиетро Маскани (1941).
Изграденият авторитет на добър портретист му дава възможност да посрещне в ателието си композитора Дмитрий Шостакович (1958), цигуларя Давид Ойстрах (1964), София Лорен (1966), Марина Влади (1967), Марчело Мастрояни (1967), Сергей Бондарчук (1969) и Федерико Фелини (1969). Кирил Тодоров създава редица изображения на български и на италиански политически дейци, натоварени с държавнически функции като: Никола Недев, Никола Мушанов, Вергил Димов, Димитър Гичев, Константин Муравиев, цар Борис III и царица Йоанна (1932 и 1943).
След политическата промяна от септември 1944 г. прави портрети на Георги Димитров (1946), Владимир Илич Ленин (1947), Йосиф Сталин (1945 и 1950), Карл Маркс (1947), Фридрих Енгелс (1947), Георги Кирков (1948), Димитър Благоев (1948, Трайчо Костов, Васил Коларов (1950) и надгробен бюст на Васил Коларов, разположен на задната страна на мавзолея на Георги Димитров (1952), на Клемент Готвалд (1950), Мао Дзъдун (1958), Папа Павел VI (1966), генерал Шарл де Гол (1967), маршал Йосип Броз Тито (1967) и още много други.

### Монументална скулптура
Другата посока в творчеството на Кирил Тодоров е монументалната скулптура. Негово дело са паметникът на Васил Априлов в Габрово (1935) и бюст-паметник в Морската градина във Варна, бюст-паметник на Никола Ракитин в Плевен (1932), паметник на Стефан Караджа във Варна (1941) и в село Белащица, Пловдивско, на Пенчо Славейков в същото село, на цар Борис III в Попово (1943) – унищожен след 9.IX.1944 г. Кирил Тодоров изработва бюст-паметници на маршал Фьодор Толбухин (1946 в София), на Цветан Спасов и Васил Топалски в Плевен, на Георги Димитров и на Владимир Илич Ленин в село Реселец Белослатинско (1971).
Той взема участие и във всички големи конкурси за монументална скулптура, организирани в България – конкурсите за паметник във Военното училище в София (1934), за паметник на братята Евлоги Георгиев и Христо Георгиев благотворителите на Софийския университет (1934), за паметника на Съединението на Северна България и Южна България в Пловдив (1937), за паметник на Съветската армия в София (1948 – 1951) и за паметник на Александър Стамболийски в София (1951).
Автор е на скулптурни фигури за паркова и архитектурна украса, като „Нимфата на Черно море“ в Несебър (1959), „Момиче с водна лилия“ в Слънчев бряг, „Символът на мира“ в София (1956) и фигура, символизираща първия изкуствен спътник на Земята в София (1962).
Скулпторът организира две свои самостоятелни изложби в Рим (1930) и (1943) и една в София (1931). Участва и в някои от организираните в България общи художествени изложби, както и в изложби организирани в различни градове из цяла Италия.

## Забравеният гений
В България от 1965 г. до 1987 г. никъде и по никакъв повод името на Кирил Тодоров не е споменавано. Дори няма информация през тези години и до последните дни на живота му да е бил търсен от български културни дейци, интелектуалци или хора на изкуството. Подобно отлъчващо отношение от политически характер в този период е имало към доста дейци на културата, избрали да продължат своят житейски път и творчество далеч от комунизма в България. Въпреки този срамен факт за културата в България по време на управлението на БКП, за този велик европейски творец, роден в България, с уважение и високи оценки пишат италиански и български художествени критици като Пиетро Скарпа, Густаво Борели, Артуро Ланчелоти, Стефан Митов и много други. Уви, Кирил Тодоров бива забравен в своята Родина до края на земните си дни, за да бъде признат в същото време като известен български художник и скулптор в чужбина.
В България за него се говори с уважение и респект едва след неговата смърт. През 2002 година на фасадата на родната му къща в с. Брест (област Плевен) е поставена паметна плоча по случай 100 години от рождението на твореца. Творбите му днес се съхраняват от частни лица, дружества, общини, в музеи и галерии в България и в чужбина, оценявани високо в интелектуалните среди като произведения от световна величина, запечатили завинаги духа на маестрото.